# سد مودان
سد مودان (به لاتین: Mudan Dam) یک سد در تایوان است که در Mudan Township واقع شده‌است.